# Комітет Верховної Ради України з питань інформатизації та інформаційних технологій
Комітет Верховної Ради України з питань інформатизації та інформаційних технологій — Комітет Верховної Ради України, створений у VII скликанні Верховної Ради 25 грудня 2012. Проіснував до кінця скликання
Кількісний склад станом на 16 січня 2013 р. — 9 депутатів.
У Верховній Раді України VIII скликання 4 грудня 2014 був утворений Комітет з питань інформатизації та зв'язку.

## Предмет відання
- Національна програма інформатизації;
- захист інформації та персональних даних в інформаційно-телекомунікаційних системах;
- електронні документи та електронний документообіг;
- масові телекомунікації.

## Склад[1]
Керівництво:
- Омельченко Валерій Павлович — Голова Комітету
- Лук'янчук Руслан Валерійович — Перший заступник голови Комітету
- Білий Олексій Петрович — Заступник голови Комітету
- Гіршфельд Анатолій Мусійович — Заступник голови Комітету
- Мочков Олександр Борисович — Секретар Комітету

Члени:
- Тігіпко Сергій Леонідович
- Турчинов Олександр Валентинович
- Тягнибок Олег Ярославович
- Янукович Віктор Вікторович[2].

| Очолює                                        | Партія регіонів                                                                                             | ВО Батьківщина                                                | УДАР                       | КПУ | ВО Свобода                | Позафракційні |
| --------------------------------------------- | --- | ------------------------------------------------------------- | -------------------------- | --- | ------------------------- | ------------- |
| Омельченко Валерій Павлович — Партія регіонів | Білий Олексій Петрович, Гіршфельд Анатолій Мусійович, Тігіпко Сергій Леонідович, Янукович Віктор Вікторович | Лук'янчук Руслан Валерійович, Турчинов Олександр Валентинович | Мочков Олександр Борисович |     | Тягнибок Олег Ярославович |               |